# Silen, Haskovo
Silen (în bulgară Силен) este un sat în comuna Stambolovo, regiunea Haskovo,  Bulgaria. 

## Demografie
Componența etnică a satului Silen
     Turci (72%)
     Bulgari (18,66%)
     Nicio identificare (9,33%)
     Altele (0%)
La recensământul din 2011, populația satului Silen era de 150 locuitori. Din punct de vedere etnic, majoritatea locuitorilor (72%) erau turci, cu o minoritate de bulgari (18,66%). Pentru 9,33% din locuitori nu este cunoscută apartenența etnică.